# Samuel Brown (Bauingenieur)
Sir Samuel Brown (* 10. Januar 1776 in London; † 13. März 1852 in Blackheath, London) war ein britischer Marineoffizier und Ingenieur sowie früher Pionier des Entwurfs, der Konstruktion und Herstellung von Ketten und Kettenbrücken (Hängebrücken). Er entwarf und baute 1820 die Union Bridge, die erste Hängebrücke für den Fahrzeugverkehr in Großbritannien.

## Karriere bei der Royal Navy
Brown trat 1795 in die Royal Navy ein und diente anfangs auf den Stationen Neufundland und Nordsee. Er diente als Lieutenant auf der HMS Royal Sovereign (1803) und ging 1805 als erster Offizier auf die HMS Phoenix. Im folgenden Jahr wurde er auf die HMS Imperieuse versetzt, woran sich Dienstzeiten auf der HMS Flore und HMS Ulysses anschlossen.
Während seines Dienstes führte er Tests an Eisenketten aus Schmiedeeisen aus. Er benutzte sie als Ankertrossen für die HMS Penelope auf einer Reise zu den West Indies im Jahr 1806. Das beeindruckte die Admiralität so, dass sie bei seiner Rückkehr 1808 sofort anordnete, dass vier Kriegsschiffe mit solchen Ankerketten ausgestattet wurden.
1808 ließ sich Brown Kettenverbindungen aus offenen gebogenen Teilen und aus Bügeln und Drehschlössern patentieren. Während die ersteren bald wieder aufgegeben wurden, wurden letztere in den nächsten hundert Jahren nur noch wenig verbessert.
1811 wurde er zum Commander befördert und seine Ketten wurden für Schiffsanker eingeführt. Er zog sich im Mai 1812 von der Navy zurück. Nur vier Jahre später führte die Royal Navy standardmäßig Eisenketten anstelle von Hanfleinen für alle neuen Kriegsschiffe ein. 1842 wurde er mit dem Rang eines Captains im Ruhestand ausgezeichnet.

## Kettenherstellung

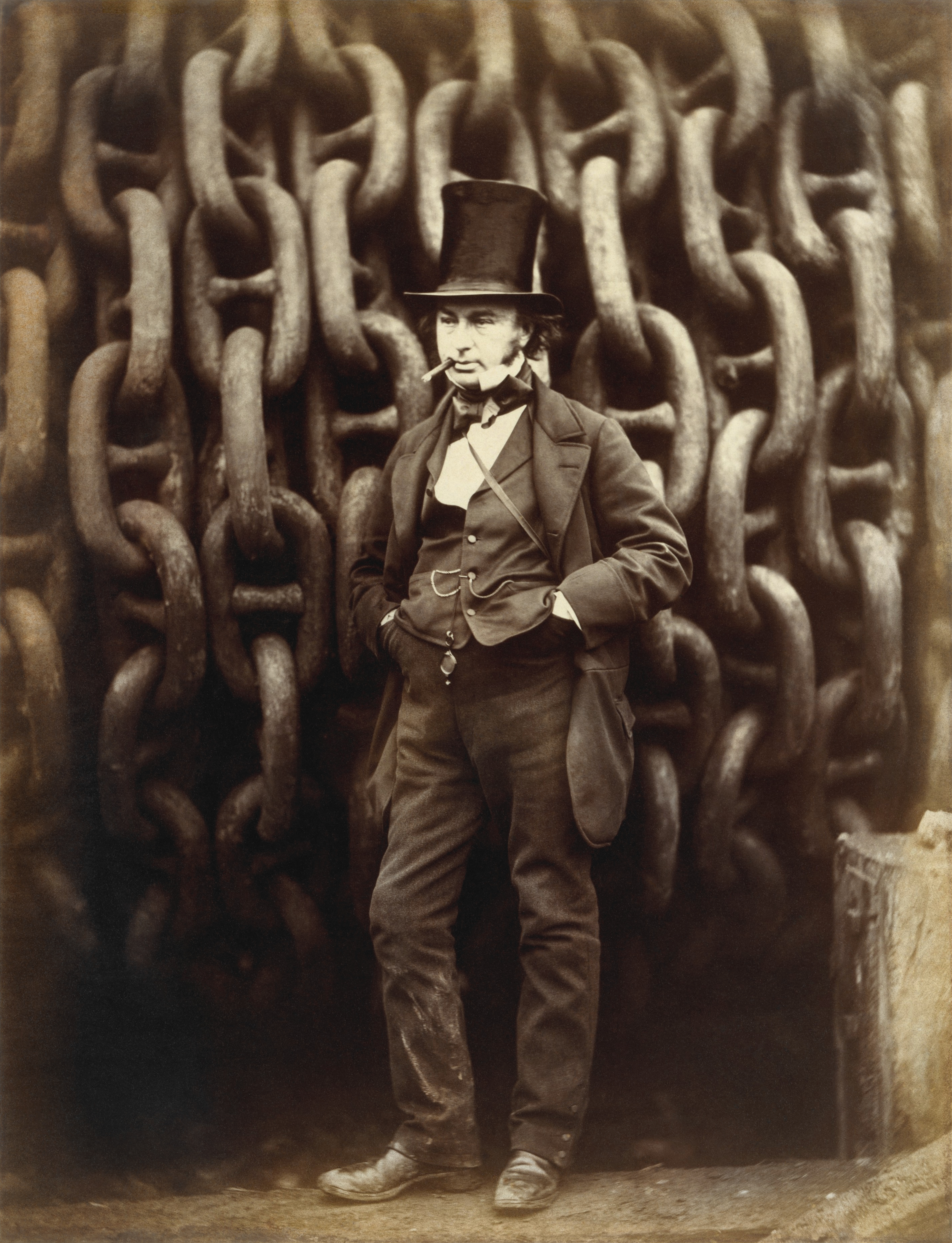
Brunel vor den Ankerketten für die Great Eastern, gemacht bei Brown’s Pontypridd Eisenfabrik

Er gründete mit seinem Cousin Samuel Lenox eine Firma, die als Samuel Brown & Co und auch Brown Lenox & Co bekannt war und ursprünglich ab 1812 in Millwall in Ost-London ansässig war. Dann ab 1816 gründete er in einer größeren Fabrik (vorher eine Nagelfabrik von William Crawshay Brown) die Newbridge Chain & Anchor Works (Pontypridd) in Ynysangharad, die an dem Glamorganshire Canal in Pontypridd in Süd-Wales in der Nähe von großen Eisen- und Kohlelagern stand.
Seine Firma versorgte die Royal Navy bis 1916 mit Ketten und machte auch die Ketten für Isambard Kingdom Brunels Dampfschiff SS Great Eastern, die Robert Howlett in einer berühmten Fotografie darstellte.

## Brückenbau
Er bekam 1816 ein Patent für Kettenherstellung, und 1817 ein weiteres für schmiedeeiserne Kettenverbindungen für Hängebrücken. Im selben Jahr bauten andere die Dryburgh Bridge, die erste Kettenbrücke in Großbritannien. Brown hatte schon mit Hängebrücken mit Ketten als Tragseilen experimentiert und hatte 1813 ein 32 m überspannendes Versuchsbauwerk errichtet.
Brown machte auch erfolglose Angebote zum Bau einer Hängebrücke in Runcorn. Im September 1818 gab er Zeichnungen für die Union Bridge über den Fluss Tweed ab; sie wurde 1820 fertiggestellt.
Brown fuhr fort mit dem Bau weiterer Kettenbrücken, darunter die Trinity Chain Pier in Newhaven, Edinburgh (1820/1821) und die Chain Pier in Brighton (eröffnet 1823 aber endgültig zerstört bei einem Sturm 1896). Die meisten seiner Entwürfe beinhalteten eine unausgesteifte Brückenplatte, bevor man erkannte, dass diese Form verletzlich gegenüber Windkräften war und instabil unter konzentrierten Belastungen. Seine Entwürfe wurden von herausragenden Ingenieuren wie zum Beispiel John Rennie und Thomas Telford geprüft und im Allgemeinen gebilligt. Allerdings waren Browns Entwürfe deutlich weniger konservativ als die seiner Zeitgenossen, indem er eine größere Zugkraft bei seinen Eisenketten einsetzte.

### Größere Brücken
- Union Bridge, Tweed, 1820
- Royal Suspension Chain Pier, Brighton, 1823 (zerstört 1896)
- Welney Bridge, Norfolk, 1826 (ersetzt 1926)[8]
- Hexham Bridge, River Tyne, 1826 (ersetzt 1903)
- South Esk Bridge, Montrose, 1829 (zusammengebrochen 1830 unter einer Menschenmenge, drei Tote, und wieder zusammengebrochen 1838, durch Schwingungen bei einem schweren Sturm)
- Stockton and Darlington Railway Hängebrücke, River Tees, 1830 (erste Eisenbahn-Hängebrücke der Welt)
- Wellington Bridge, Aberdeen, 1830–1831
- Norfolk-Hängebrücke, Shoreham-by-Sea, eröffnet 1834, entworfen von Brown und William Tierney Clark. Ersetzt 1922.[9]
- Kalemouth Bridge, River Teviot, 1835
- Kenmare Bridge, Irland, 1840 (abgebrochen 1932)[10]
- Trinity Chain Pier, Schottland, 1821 (zerstört 1896)[11]

## Leben
Eines seiner Wohnhäuser stand nahe bei dem Brighton-Projekt, Nr. 48 Marine Parade, heute bekannt als Chain Pier House. 1833 ließ Brown das Landhaus Netherbyres bei Eyemouth in Berwickshire erbauen. Er riss das alte Haus ab und baute ca. 1836 ein neues, das er später am 5. März 1852 verkaufte, wenige Tage bevor er starb.
Brown wurde am 7. Februar 1831 zum Mitglied der Royal Society of Edinburgh gewählt. 1838 wurde er von Königin Victoria als Knight Bachelor geadelt.
Er starb im Alter von 75 Jahren in Vanbrugh Lodge in Blackheath, London am 13. März 1852.